# Parigi-Camembert 1956
La Parigi-Camembert 1956, diciassettesima edizione della corsa e valida come evento del circuito UCI categoria CB1.1, si svolse il 3 aprile 1956. Fu vinta dal francese René Fournier, in 6h19'23".

## Ordine d'arrivo (Top 10)
| Pos. | Corridore       | Squadra               | Tempo    |
| ---- | --------------- | --------------------- | -------- |
| 1    | René Fournier   | Mercier-BP-Hutchinson | 6h19'23" |
| 2    | Louison Bobet   | Bobet-BP-Hutchinson   |          |
| 3    | Attilio Redolfi | Helyett-Potin         |          |
| 4    | Jean Dacquay    | Mercier-BP-Hutchinson |          |
| 5    | Jean Bobet      | Bobet-BP-Hutchinson   |          |
| 6    | Maurice Diot    | Essor                 |          |
| 7    | Robert Mignat   | St.Raphaël            |          |
| 8    | Bernard Bultel  | Bertin                |          |
| 9    | Eugene Letendre | Rochet                |          |
| 10   | Charles Coste   | -                     |          |